# UMF Afturelding
UMF Afturelding is een IJslandse sportvereniging uit Mosfellsbær, ten noorden van de hoofdstad Reykjavík. Afturelding is bekend om het vrouwenvoetbal, want de vrouwen spelen in de hoogste IJslandse competitie. 
De mannenafdeling ging in 2025 voor het eerst in de Úrvalsdeild spelen.

## Mannenvoetbal

### Geschiedenis
In 2008 promoveerde de club naar de 1. deild karla, maar na een jaar moest het weer degraderen naar het derde niveau. Afturelding probeerde jarenlang de stap terug te maken, maar het lukte telkens net niet. Het draaide elk seizoen bovenin mee en stond vaak bovenaan, maar in het slot van de competitie gingen de rood-zwarten regelmatig onderuit. In 2018 werd de trend doorbroken: toen lukte het om te promoveren naar de 1. deild karla. Echter, ook in de laatste speelronde leek het fout te gaan voor de club, want men stond bij rust met 1-0 achter tegen degradatiekandidaat Höttur. De uitploeg wist de score in het restant nog om te buigen naar 1-3, waardoor Afturelding zou promoveren.
In 2024 promoveerde Afturelding voor het eerst in de geschiedenis naar de Úrvalsdeild door de play-offs van Keflavík ÍF (1-0) te winnen. Het jaar ervoor ging het mis in de promotiefinale tegen Vestri (0-1).

## Vrouwenvoetbal
De vrouwen spelen in de Úrvalsdeild, de hoogste competitie van IJsland. In 2021 tekenden de Nederlandse speelsters Indy Spaan en Rachel van Netten bij UMF Afturelding, waarmee zij in deze IJslandse competitie zullen gaan uitkomen.